# Нозадзе, Давид Робинзонович
Дави́д Робинзо́нович Ноза́дзе (груз. დავით ნოზაძე; 7 апреля 1969 — 2000) — советский и грузинский футболист, полузащитник.

## Карьера
В 1986 году выступал за клуб высшей лиги СССР «Торпедо» из Кутаиси, где преимущественно играл за дубль. За основную команду провёл по одному матчу в Кубке СССР против кировобадского «Динамо» (1:1) и в Кубке Федерации против бакинского «Нефтчи» (2:2). Затем несколько лет не выступал в соревнованиях мастеров. В первой половине 1990-х годов играл в Первой лиге Грузии за «Имерети», «Эгриси», «Саповнелу», а также в Высшем дивизионе за «Самтредию» и кутаисское «Торпедо». В составе «Торпедо» стал бронзовым призёром чемпионата Грузии сезона 1993/94. Летом 1996 года вместе с группой грузинских игроков перешёл в клуб Первой лиги России владивостокский «Луч», где стал одним из лидеров команды и помог клубу избежать вылета. В середине следующего сезона из-за финансовых проблем в клубе покинул его и вернулся в «Торпедо». В 1998 году подписал контракт с «Колхети-1913», с которым вновь стал бронзовым призёром чемпионата Грузии сезона 1997/98, а также провёл 2 матча в Кубке УЕФА против югославской «Црвены звезды» (0:4) и (0:7). В 1999 году снова играл за «Луч».
В Высшей лиге Грузии провёл 117 матчей, забил 22 мяча.
Умер в 2000 году, по слухам, от передозировки героина.

## Достижения
- Бронзовый призёр чемпионата Грузии (2): 1993/94, 1997/98
- Бронзовый призёр Первой лиги Грузии: 1992/93